# Roger Lafontant
Roger Lafontant (1931 - 29 de septiembre de 1991) fue un médico y político haitiano, líder de los Tonton Macoutes y ministro en el gobierno de Jean-Claude Duvalier. Encabezó un intento de golpe de Estado en enero de 1991, en contra del presidente electo Jean-Bertrand Aristide.

## Biografía

### Trayectoria
En los años 60, mientras estudiaba ginecología, fundó una rama estudiantil de los Tonton Macoutes, que apoyó la dictadura de François Duvalier y de su hijo Jean-Claude Duvalier. Sirvió como ministro del Interior entre 1972 y 1973. Lafontant fue luego enviado como cónsul a Montreal y Nueva York. Volvió a ocupar el cargo de ministro de interior de 1982 a 1985.
Tras la caída de Duvalier en 1986, Lafontant partió al exilio en República Dominicana. Regresó a Haití el 7 de julio de 1990 para postularse a las elecciones presidenciales de ese año como líder de la Unión de Reconciliación Nacional, sin embargo, su candidatura fue anulada por el Conseil Electoral Provisoire. El 18 de julio de 1990 se emitió una orden de arresto en su contra por crímenes cometidos durante el régimen de los Duvalier.

### Intento de golpe de Estado de 1991
Entre la noche del 6 al 7 de enero de 1991, Lafontant intentó un golpe de Estado para evitar la asunción del presidente electo Jean-Bertrand Aristide. En la mañana del 7 de enero, Roger forzó a la presidenta interina Ertha Pascal-Trouillot a renunciar y él se proclamó presidente de Haití. Lafontant afirmó que contaba con el apoyo del ejército, aunque solo una fracción de la Guardia Presidencial colaboraba activamente con él. En particular, Hérard Abraham condenó el golpe.
Después de 14 horas de su estallido, el golpe de Estado fracasó. Lafontant fue arrestado y condenado el 31 de julio de 1991 a cadena perpetua. El 29 de septiembre de dicho año, Lafontant fue asesinado en prisión de un disparo.